# 奈良裕明
奈良 裕明（なら ひろあき、1960年5月13日 - ）は、日本の作家。

## 経歴
東京都生まれ。1989年『チン・ドン・ジャン』ですばる文学賞受賞。1996年より「松濤スクール／文章の学校」に講師として参加。

## 著書
- 『チン・ドン・ジャン』 集英社 1990.1 のち文庫
- 『宝島の幻灯館』 集英社 1990.4
- 『ようこそ円盤へ』 集英社 1991.10
- 『小説を書くための基礎メソッド 1週間でマスター 小説のメソッド（初級編）』 雷鳥社 2003.4
- 『小説を書くならこの作品に学べ! 1週間でマスター（小説のメソッド 2（実践編）』 雷鳥社 2005.4
- 『長編小説のかたち 1週間でマスター（小説のメソッド 3（未来への熱と力）』雷鳥社 2006.8